# Route nationale 525
Pour les articles homonymes, voir Route 525.
La route nationale 525 ou RN 525 était une route nationale française reliant Goncelin à Roselend.
À la suite de la réforme de 1972, elle a été déclassée en RD 525 dans l'Isère et en RD 925 dans la Savoie.

## Ancien tracé de Goncelin à Roselend (D 525 et D 925)
- Goncelin (km 0)
- Morêtel-de-Mailles (km 4)
- Saint-Pierre-d'Allevard (km 7)
- Allevard (km 10)
- La Chapelle-du-Bard (km 14)
- Détrier (km 17)
- La Rochette (km 20)
- Bourgneuf (km 32)
- Aiton (km 37)
- Sainte-Hélène-sur-Isère (km 46)
- Notre-Dame-des-Millières (km 50)
- Monthion (la Plaine) (km 51)
- Grignon (km 53)
- Albertville (km 57)
- Venthon (km 60)
- Queige
- Villard-sur-Doron (km 73)
- Beaufort (km 77)
- Col de Méraillet
- Roselend (km 88)
- Cormet de Roselend

## Histoire

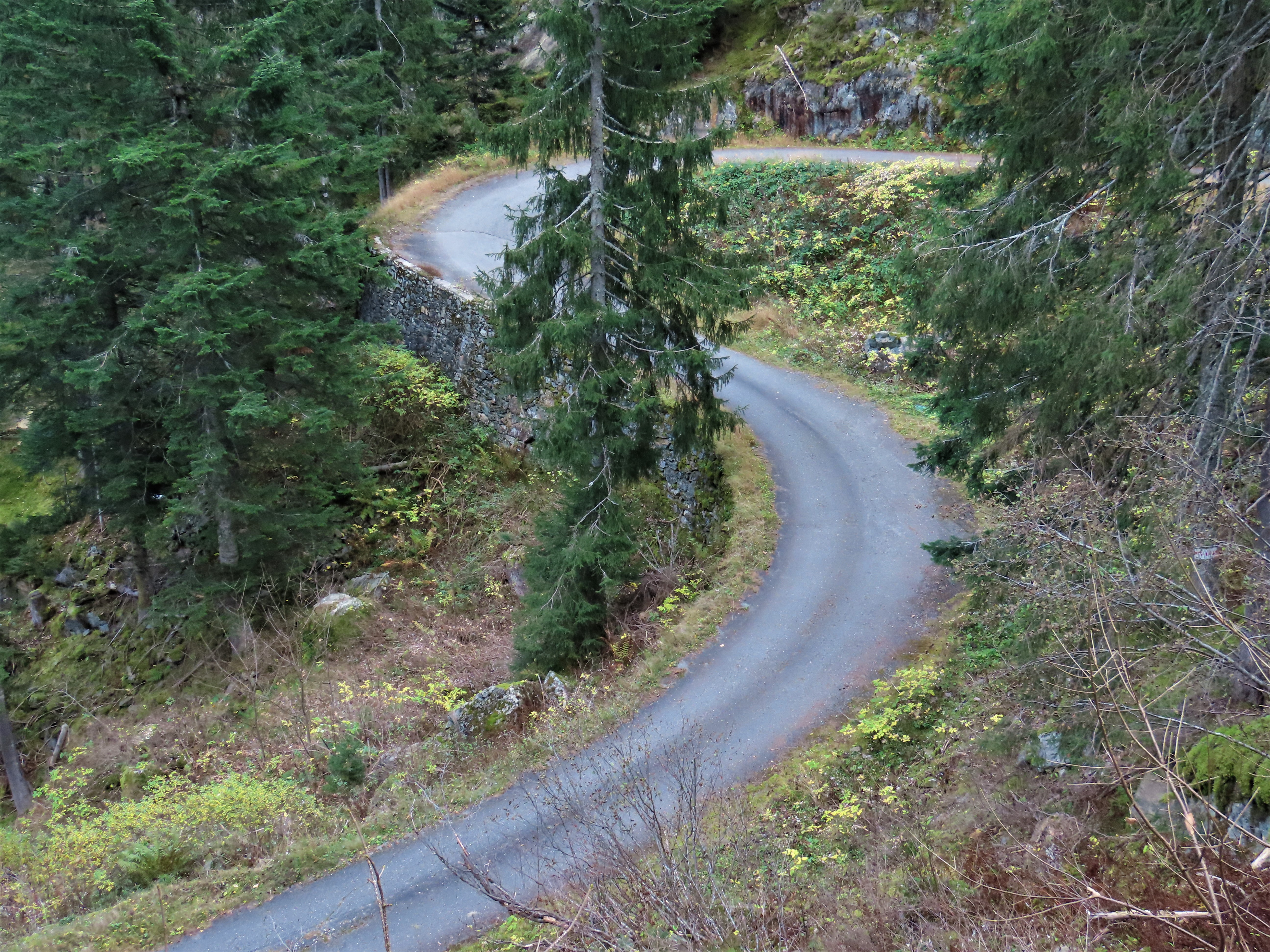
La route des Tines en aval du barrage de Roselend, l'ancienne route nationale avant la construction du barrage.

Traversant des zones de montagne et franchissant des cols, la route est soumise aux aléas climatiques et géologiques, notamment dans le Beaufortain. Ainsi, la route est fermée en hiver depuis le barrage de Roselend jusqu'au col du même nom, quand ce n'est pas temporaire sur d'autres tronçons. De plus, la route est couplée régulièrement depuis 2016 par des laves torrentielles descendant du glissement de terrain du Bersend en amont de Beaufort ; des travaux de sécurisation y ont été entrepris fin 2020.

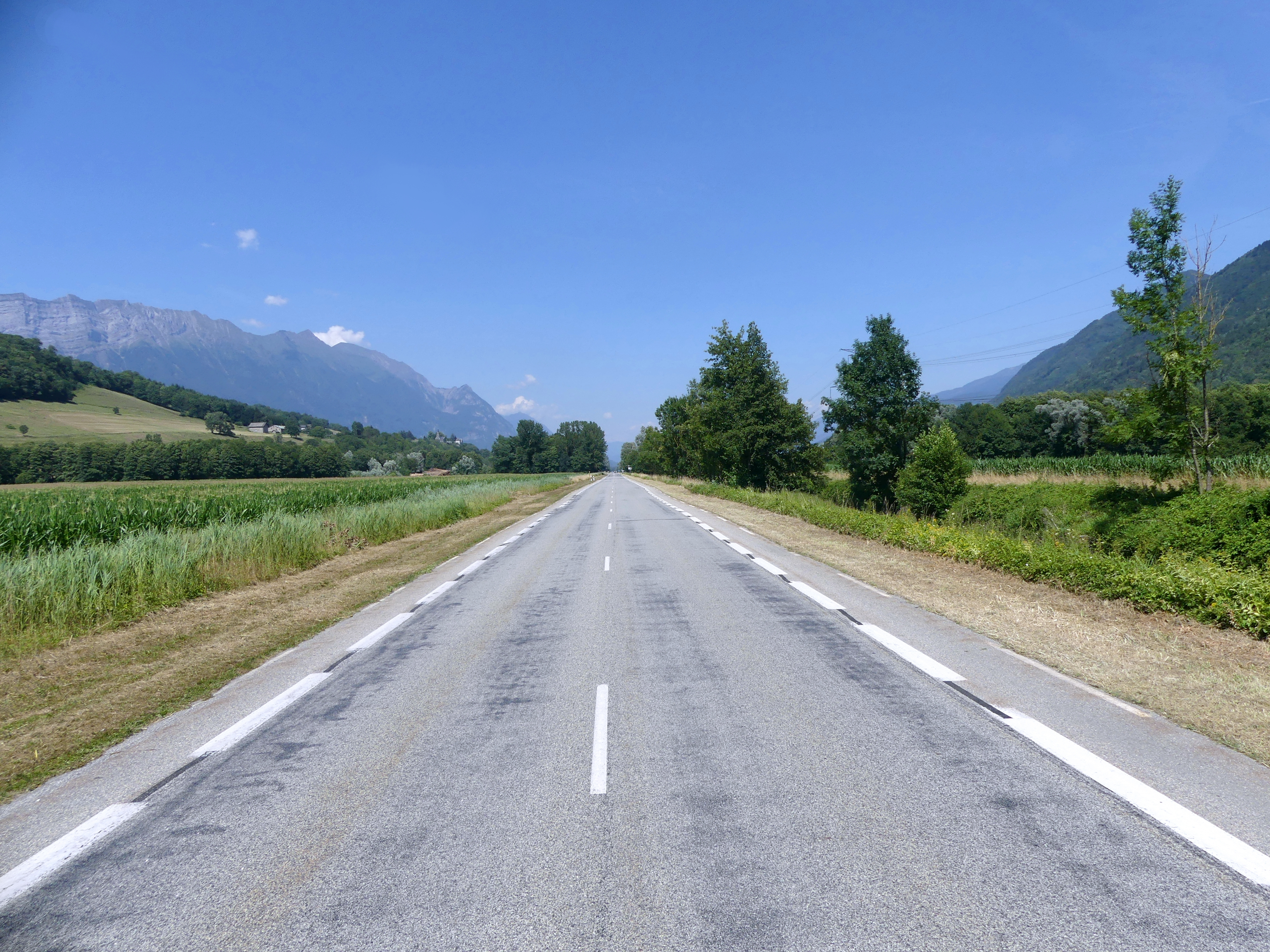
La RD 925 à Betton-Bettonet et Villard-Léger, dans le val Gelon.